# Ivajlo Georgiev
Ivajlo Georgiev, bolgárul: Ивайло Георгиев (Montana, 1942. október 31. –) olimpiai ezüstérmes bolgár labdarúgó, középpályás.

## Pályafutása

### Klubcsapatban
1961 és 1963 között a Szliven, 1963 és 1965 között az Akademik Szofija, 1965 és 1968 között a Lokomotiv Szofija, 1969 és 1971 között a Szlavija Szofija labdarúgója volt. 1971-ben visszatért a Lokomotivhoz, ahol 1973-ban fejezte be az aktív labdarúgást.

### A válogatottban
1967–68-ban tíz alkalommal szerepelt a bolgár válogatottban és két gólt szerzett. Részt vett az 1968-as mexikóvárosi olimpián, ahol ezüstérmet szerzett csapattal.

## Sikerei, díjai
Bulgária
- Olimpiai játékok
  - ezüstérmes: 1968, Mexikóváros

## Statisztika

### Mérkőzései a bolgár válogatottban
| Bulgária | Bulgária           | Bulgária                           | Bulgária      | Bulgária | Bulgária    | Bulgária             | Bulgária | Bulgária   |
| #        | Dátum              | Helyszín                           | Hazai         | Eredmény | Vendég      | Kiírás               | Gólok    | Esemény    |
| -------- | ------------------ | ---------------------------------- | ------------- | -------- | ----------- | -------------------- | -------- | ---------- |
| 1.       | 1967. november 22. | Szófia, Levszki stadion            | Bulgária      | 3 – 0    | Törökország | olimpiai selejtező   | 1        | 87'        |
| 2.       | 1968. április 10.  | Sztara Zagora, Beroe Stadion       | Bulgária      | 4 – 1    | NDK         | olimpiai selejtező   | -        |            |
| 3.       | 1968. április 24.  | Lipcse, Zentralstadion             | NDK           | 3 – 2    | Bulgária    | olimpiai selejtező   | -        |            |
| 4.       | 1968. október 2.   | León, Estadio León (MEX)           | Ghána         | 0 – 10   | Bulgária    | barátságos           | -        | lecserélve |
| 5.       | 1968. október 14.  | León, Estadio León (MEX)           | Thaiföld      | 0 – 7    | Bulgária    | olimpiai D csoport   | -        |            |
| 6.       | 1968. október 16.  | Guadalajara, Estadio Jalisco (MEX) | Csehszlovákia | 2 – 2    | Bulgária    | olimpiai D csoport   | 1        | 44'        |
| 7.       | 1968. október 18.  | León, Estadio León (MEX)           | Guatemala     | 1 – 2    | Bulgária    | olimpiai D csoport   | -        |            |
| 8.       | 1968. október 20.  | León, Estadio León (MEX)           | Bulgária      | 1 – 1    | Izrael      | olimpiai negyeddöntő | -        | 75'        |
| 9.       | 1968. október 23.  | Guadalajara, Estadio Jalisco       | Mexikó        | 2 – 3    | Bulgária    | olimpiai elődöntő    | -        | 60'        |
| 10.      | 1968. október 26.  | Mexikóváros, Estadio Azteca (MEX)  | Magyarország  | 4 – 1    | Bulgária    | olimpiai döntő       | -        |            |
|          | Összesen           |                                    |               | 10       | mérkőzés    |                      | 2        | gól        |